# Banier van de Arbeid
De Banier van de Arbeid (Duits: Banner der Arbeit) was een onderscheiding van de zogenaamde DDR. De op 4 augustus 1954 ingestelde orde beloonde individuen, collectieven en bedrijven voor "uitstekende en langdurige prestaties in de ontwikkeling en consolidatie van de DDR, met name voor hoge operationele resultaten in de nationale economie".
Op 8 augustus 1974 werd de orde hervormd, er waren in het vervolg drie graden of klassen. In het Duits was er sprake van "Stufen".
- Stufe I (de hoogste graad)
- Stufe II
- Stufe III

De gedecoreerden ontvingen een jaarlijks pensioen.
De regering van de DDR betaalde totdat de muur viel en de DDR onderging de volgende bedragen als jaarlijks pensioen:
- 250 mark pensioen voor de drager van de Banier van de Arbeid IIIe Graad
- 500 mark pensioen voor de drager van de Banier van de Arbeid IIe Graad
- 1000 mark pensioen voor de drager van de Banier van de Arbeid Ie Graad

Iedere drager werd eerst met de eerste  graad onderscheiden voordat hij of zij kon worden bevorderd.
Het was een typisch voorbeeld van een "socialistische orde" in de vorm van een wapen met een rode vlag. In alle socialistische staten vindt men dergelijke orden die sterk op deze orde lijken. De orde had zoals in de DDR gebruikelijk was geen ridders, alleen dragers. De Oost-Duitse regering heeft zich voor de vormgeving van deze onderscheiding laten inspireren door de oudere Sovjet-Russische Orde van de Rode Banier.
Het versiersel is niet kostbaar, het is van geëmailleerd messing.
Behalve de leidinggevenden in de genationaliseerde bedrijven en boerderijen werden ook militairen met deze orde onderscheiden. Een van de prominente dragers van de Banier van de Arbeid was de Oost-Duitse generaal Heinz Keßler.
Banier van de Arbeid  ·
Blücher-orde ·
Held van de Arbeid ·
Held van de Duitse Democratische Republiek ·
Karl Marx-orde ·
Militaire Orde van Verdienste van de Duitse Democratische Republiek ·
Orde van Verdienste van het Ministerie voor Staatsveiligheid ·
Scharnhorst-orde · 
Stauffenberg-orde ·
Ster der Volkerenvriendschap ·
Strijdorde voor Verdienste voor Volk en Vaderland ·
Vaderlandse Orde van Verdienste
Zie ook: Ridderorden in de DDR